# Telechia
Telechia (węg. Orbaitelek) – wieś w Rumunii, w okręgu Covasna, w gminie Brateș. W 2011 roku liczyła 615 mieszkańców.